# Мораліст (фільм)
«Мораліст» (італ. «Il moralista») — італійський чорно-білий сатиричний фільм 1959 року режисера Джорджо Б’янкі.

## Сюжет
Головний герой Агостіно (Альберто Сорді) — молодий неодружений генеральний секретар «Міжнародної громадської організації моралі», що непідкупно бореться з аморальними проявами на кіноекранах та у нічних клубах міста. Його батько грав на контрабасі в стриптиз-клубі, тому з малих літ він знайомий з темними сторонами подібних закладів. Невже в особистому житті цього мораліста-бюрократа немає жодних «чорних плям».

## Ролі виконують
- Альберто Сорді — Агостіно
- Вітторіо Де Сіка — президент
- Франка Валері — Вірджинія
- Франко Фабріці — Джованні
- Мара Берні[it] — Вера Серні
- Марія Перші — Моніка
- Леопольдо Трієсте — рекламодавець

## Навколо фільму
- Пісню «Мораліст» у фільмі співає співак-пісняр, інструменталіст та італійський актор — Фред Бускальоне[it] (1921—1960).[1]
- Після виходу фільму в червня 1959 року міністерство туризму та розваг Італії заборонило фільм для неповнолітніх віком до 16 років, наполягаючи на тому, що він може вплинути «негативно на душі молодих людей».